# 達林頓伍茲 (印地安納州)
達林頓伍茲（英語：Darlington Woods）是位於美國印地安納州蒙哥馬利縣的一個非建制地區。該地的面積和人口皆未知。